# Salvador de la Encina
Salvador Antonio de la Encina Ortega (Ceuta, 8 de abril de 1958) es un político español, diputado por Cádiz en el Congreso durante las VI, VII, VIII, IX, X, XI y XII legislaturas. Fue presidente del ente público Puertos del Estado entre 2019 y 2020.

## Biografía
Licenciado en Derecho por la Universidad de Granada y Doctorado en Derecho por la Universidad Rey Juan Carlos de Madrid. En 1985 se unió al Colegio de Abogados de Cádiz y trabajó como abogado laboral para la Unión General de Trabajadores hasta 1993. Desde entonces se dedicó a la enseñanza universitaria de derecho del trabajo y de la seguridad social hasta 2003.
En 1984 se unió al PSOE. Socio de Cruz Roja Española, presidió la asamblea de Algeciras entre 1986 y 1989. Entre 1994 y 1996 fue delegado del Departamento de Trabajo, Industria, Comercio y Turismo de la Junta de Andalucía en la provincia de Cádiz.
En las elecciones generales de 1996 se presentó por la circunscripción de Cádiz y fue elegido diputado. Tras su reelección en 2000 fue nombrado secretario adjunto del Grupo Parlamentario Socialista para esa legislatura. Entre 2000 y 2008 fue portavoz de Fomento y Vivienda y entre 2008 y 2011 presidente de la Comisión de Fomento. En las elecciones de 2011 no pudo mantener su escaño por lo que reanudó su trabajo como profesor.
En enero de 2015 fue nombrado director general de la Agencia de Vivienda y Rehabilitación de la Junta de Andalucía. Sin embargo en julio, tras la renuncia de Manuel Chaves, regresó a la cámara baja. Fue nuevamente reelegido en diciembre de ese año y en 2016.